# Љубавна писма с предумишљајем
„Љубавна писма с предумишљајем” је југословенски филм први пут приказан 27. јуна 1985. године. Режирао га је Звонимир Берковић који је написао и сценарио.

## Радња
Музиколог и факултетски професор Иван Косор је смештен у болници и заљуби се у Мелиту, супругу Жељка Гајског, пацијента с којим лежи у истој соби. Мелита свакодневно посећује супруга, а Косор сведочи постепеном разоткривању њиховог брачног стања. За привлачну Мелиту заинтересовани су многи мушкарци с болничког одељења, а Косор јој почиње писати анонимна љубавна писма, која у њој пробуђују романтичне осећаје...

## Улоге
| Глумац            | Улога                |
| ----------------- | -------------------- |
| Ирина Алфиорова   | Мелита               |
| Крунослав Шарић   | Жељко Гајски         |
| Златко Витез      | Иван Косор           |
| Реља Башић        | Примаријус           |
| Мустафа Надаревић | Папагено             |
| Синиша Поповић    | Хорст                |
| Вера Зима         | Ана                  |
| Хелена Буљан      | Колегиница у љекарни |
| Звонко Лепетић    | Макс                 |
| Борис Фестини     | Лојз                 |
| Елиза Гернер      | Мелитина мајка       |

Остале улоге  ▼
| Глумац           | Улога                   |
| ---------------- | ----------------------- |
| Марио Вук        | Давор                   |
| Фрањо Мајетић    | Сусед                   |
| Том Стојковић    | Играч спортске прогнозе |
| Вања Драх        | Глумац Цирано           |
| Нина Ерак Свртан | Физиотерапеут           |
| Вања Матујец     | Техничарка у љекарни    |
| Аница Хорват     | Дежурна сестра 1        |
| Нада Цулина      | Дежурна сестра 2        |

## Награде
- Златна арена за сценографију у Пули[2][3]
- Награда друштва хрватских филмских критичара за најбољи југославенски филм 1985.[2]
- Пула 85' - Посебно признање жирија Ирини Алфјоровој[2]
- Врњачка бања 85' - Специјална диплома за 'посебно висок сценаристички квалитет'[2][4]